# Herlisberg
Herlisberg est une ancienne commune et une localité du canton de Lucerne, située dans l'arrondissement électoral de Hochdorf.

## Histoire
Le village de Herlisberg, de même que les hameaux voisins d'Oberrinach et de Lauenberg dépendent du château d'Oberrinach (aujourd'hui en ruine), probablement construit pendant le XIIIe siècle et détruit pendant la guerre de Sempach. Le village dépend successivement du bailliage de Richensee-Hitzkirch, puis des Freie Ämter dès 1425 avant de former une commune rattachée au canton de Lucerne en 1803. 
En 2005, la commune de Herlisberg est absorbée dans la commune de Römerswil.